# Saenama
Saenama is een bestuurslaag in het regentschap Belu van de provincie Oost-Nusa Tenggara, Indonesië. Saenama telt 988 inwoners (volkstelling 2010).